# Shantou
Shantou (en chino, 汕头; pinyin, Shàntóu; transcripción basada en min teochew: Swatow) es una ciudad-prefectura  en la provincia de Cantón, República Popular de China. Se ubica en las costas del mar de la China Meridional en la desembocadura del río Ting (汀江). Su área es de 2199 km² y su población es de cerca de 5.6 millones.

## Administración
Shantou se divide en 7 localidades que se administran en 6 distritos y 1 condado.
- Distrito Jinping (金平区)
- Distrito Longhu (龙湖区)
- Distrito Haojiang (濠江区)
- Distrito Chaoyang (潮阳区)
- Distrito Chaonan (潮南区)
- Distrito Chenghai (澄海区)
- Condado Nan'ao (南澳县)

## Historia
Durante la dinastía Song, Shantou no era más que un pequeño pueblo de pescadores perteneciente a la ciudad de Tuojiang, en el distrito de Jieyang. Se convirtió en Xialing durante la dinastía Yuan. En el año 1563, Shantou formaba parte del distrito de Chenghai. 
A principios de 1574, cambió su nombre por el de Shashan Ping (沙汕坪). En el siglo XVII se fabricó la plataforma de un cañón de nombre Shashan Toupaotai (沙汕头炮台) y el nombre del lugar se abrevió a Shantou que hace referencia a ser la capital de las trampas de bambú de pesca, una herramienta con forma de jarra Archivado el 12 de mayo de 2016 en Wayback Machine.. Se convirtió en ciudad en 1919 y se separó de Chenghai en 1921. Su puerto quedó abierto al comercio exterior al finalizar la segunda guerra del Opio (1861).
Desde 1958 hasta 1983 Las ciudades de Chaozhou y sus vecinas cercanas Shantou y Jieyang, se unieron bajo el nombre de Chaoshan (潮汕地区) por su religión, lingüística y cultura similar.
Shantou fue una ciudad importante en la historia china del siglo XIX al ser uno de los principales puertos de comercio y contacto con las culturas occidentales. Fue una de las primeras Zonas Económicas Especiales de China, establecida en 1980, aunque no se ha desarrollado al mismo nivel que otras como Shenzhen, Xiamen o Zhuhai. Sin embargo, la ciudad alberga la única universidad de la zona noreste de la provincia de Guangdong, la Universidad de Shantou.

## Demografía
Un gran número de habitantes de la ciudad proceden de la prefectura de Chaozhou. Los residentes de Shantou utilizan el dialecto de Chaozhou, el chino o el dialecto nacional, el mandarín llamado también putonghua.
Según las estadísticas del gobierno, 2.16 millones de chinos que habitan fuera del país tienen sus orígenes en la ciudad de Shantou. En Tailandia y Singapur existe una importante colonia de descendientes de antiguos habitantes de la ciudad. Un ejemplo de su presencia está en los numerosos vuelos directos que unen la ciudad de Bangkok con Shantou.

## Clima
Shantou tiene un monzón influenciado por el Clima subtropical húmedo,con inviernos cortos y veranos largos y húmedos. La temperatura media mensual es de 14C a 28C ,para una media anual de 21C. La lluvia es de 1.640 milímetros y se precipita de  abril a septiembre.
| Parámetros climáticos promedio de Shantou (1971-2000) | Parámetros climáticos promedio de Shantou (1971-2000) | Parámetros climáticos promedio de Shantou (1971-2000) | Parámetros climáticos promedio de Shantou (1971-2000) | Parámetros climáticos promedio de Shantou (1971-2000) | Parámetros climáticos promedio de Shantou (1971-2000) | Parámetros climáticos promedio de Shantou (1971-2000) | Parámetros climáticos promedio de Shantou (1971-2000) | Parámetros climáticos promedio de Shantou (1971-2000) | Parámetros climáticos promedio de Shantou (1971-2000) | Parámetros climáticos promedio de Shantou (1971-2000) | Parámetros climáticos promedio de Shantou (1971-2000) | Parámetros climáticos promedio de Shantou (1971-2000) | Parámetros climáticos promedio de Shantou (1971-2000) |
| Mes                                                   | Ene.                                                  | Feb.                                                  | Mar.                                                  | Abr.                                                  | May.                                                  | Jun.                                                  | Jul.                                                  | Ago.                                                  | Sep.                                                  | Oct.                                                  | Nov.                                                  | Dic.                                                  | Anual                                                 |
| ----------------------------------------------------- | ----------------------------------------------------- | ----------------------------------------------------- | ----------------------------------------------------- | ----------------------------------------------------- | ----------------------------------------------------- | ----------------------------------------------------- | ----------------------------------------------------- | ----------------------------------------------------- | ----------------------------------------------------- | ----------------------------------------------------- | ----------------------------------------------------- | ----------------------------------------------------- | ----------------------------------------------------- |
| Temp. máx. media (°C)                                 | 17.9                                                  | 17.9                                                  | 20.3                                                  | 24.3                                                  | 27.4                                                  | 29.9                                                  | 31.8                                                  | 31.5                                                  | 30.2                                                  | 27.7                                                  | 23.9                                                  | 19.9                                                  | 25.2                                                  |
| Temp. mín. media (°C)                                 | 10.7                                                  | 11.5                                                  | 14.1                                                  | 18.2                                                  | 21.8                                                  | 24.5                                                  | 25.6                                                  | 25.5                                                  | 24.0                                                  | 20.5                                                  | 16.0                                                  | 12.0                                                  | 18.7                                                  |
| Lluvias (mm)                                          | 33.6                                                  | 66.8                                                  | 99.5                                                  | 172.9                                                 | 213.5                                                 | 286.9                                                 | 227.2                                                 | 258.5                                                 | 140.8                                                 | 52.3                                                  | 41.3                                                  | 48.1                                                  | 1641.4                                                |
| Días de lluvias (≥ 0.1 mm)                            | 7.2                                                   | 10.8                                                  | 12.7                                                  | 13.3                                                  | 15.3                                                  | 17.1                                                  | 13.4                                                  | 13.7                                                  | 9.9                                                   | 5.2                                                   | 4.8                                                   | 5.2                                                   | 128.6                                                 |
| Horas de sol                                          | 143.2                                                 | 96.0                                                  | 101.7                                                 | 112.8                                                 | 134.7                                                 | 170.9                                                 | 239.7                                                 | 218.6                                                 | 200.7                                                 | 207.6                                                 | 181.2                                                 | 171.5                                                 | 1978.6                                                |
| Humedad relativa (%)                                  | 78                                                    | 80                                                    | 82                                                    | 82                                                    | 85                                                    | 86                                                    | 83                                                    | 83                                                    | 81                                                    | 77                                                    | 76                                                    | 75                                                    | 80.7                                                  |
| Fuente: China Meteorological Administration           |                                                       |                                                       |                                                       |                                                       |                                                       |                                                       |                                                       |                                                       |                                                       |                                                       |                                                       |                                                       |                                                       |